# ロッソモデロ
ロッソモデロ株式会社（Rossomodello Co., Ltd.）は、日本の群馬県富岡市に本社を置く自動車用アフターパーツメーカーである。
主にスポーツマフラーの企画・開発・製造・販売を手がけており、製品は自社工場で一貫して生産されている。また、モータースポーツ活動やeスポーツ支援など、多岐にわたる事業展開を行っている。

## 製品ラインナップ
ロッソモデロは、スポーツマフラーを中心とした自動車用アフターパーツの開発・製造・販売を行っている。製品は自社工場で一貫して生産され、流通経路の簡素化により、高品質な製品を工場直販価格で提供している。主力ブランドには、以下のような製品ラインがある。
- COLBASSO（コルバッソ）：新基準JQR対応に対応した、車検対応のハイパフォーマンスマフラー。
- ARMS：パワーとレスポンスを追求したレーシングマフラー。車検非対応モデル
- IKUSA：横置きサイレンサーなどを採用し、主に4WDモデル向け製品をラインナップする。
- MARVELOUS：車種専用開発のマフラーカッター。

## モータースポーツ活動
2025年の創立30周年を機に、モータースポーツ部門「ロッソレーシング」を設立。以下の3つの舞台で活動を展開している。
- 全日本ラリー選手権：2025シーズンからは兼松由奈選手をメインスポンサーとして支援。参戦車両にはGRヤリスを提供し、競技クラスもJN-2クラスに格上げ。
- 筑波サーキットでのタイムアタック：2025年Attackつくばへの参戦を発表。
- 群馬県庁eスポーツ部「チーム愛」への支援：eモータースポーツ班「チーム愛」のサポートを通じて、若年層とのコミュニケーションを深め、自動車業界のさらなる発展に貢献。

## 事業所
- 本社・工場 群馬県富岡市